# Wereldkampioenschappen skeleton 2012
De wereldkampioenschappen skeleton 2012 werden gehouden van 19 tot en met 25 februari op de Mount Van Hoevenberg Olympic Bobsled Run in Lake Placid. Er stonden drie onderdelen op het programma. Tegelijkertijd werden de wereldkampioenschappen bobsleeën afgewerkt.

## Wedstrijdschema
Alle aangegeven tijdstippen zijn Eastern Standard Time en geven de starttijden aan van de eerste run van het desbetreffende onderdeel op die dag. Het verschil met Midden-Europese Tijd bedraagt zes uur.
| Onderdeel         | 19 februari       | 23 februari        | 24 februari        | 25 februari        |
| ----------------- | ----------------- | ------------------ | ------------------ | ------------------ |
| Mannen            |                   |                    | run 1 en 2 (09:40) | run 3 en 4 (09:45) |
| Vrouwen           |                   | run 1 en 2 (17:00) | run 3 en 4 (17:00) |                    |
| Landenwedstrijd * | Alle runs (13:30) |                    |                    |                    |

* In de landenwedstrijd worden per team twee (2-mans)bobslee- en twee skeleton-runs gedaald.

## Medailles
| Onderdeel | Goud | Goud                                                                                   | Zilver | Zilver                                                                               | Brons | Brons                                                                                              |
| --------- | ---- | -------------------------------------------------------------------------------------- | ------ | ------------------------------------------------------------------------------------ | ----- | -------------------------------------------------------------------------------------------------- |
| Mannen    | LAT  | Martins Dukurs                                                                         | GER    | Frank Rommel                                                                         | NZL   | Ben Sandford                                                                                       |
| Vrouwen   | USA  | Katie Uhlaender                                                                        | CAN    | Mellisa Hollingsworth                                                                | GBR   | Elizabeth Yarnold                                                                                  |
| Team      | USA  | Matthew Antoine Elana Meyers Emily Azevedo Katie Uhlaender Steven Holcomb Justin Olsen | GER    | Frank Rommel Sandra Kiriasis Berit Wiacker Marion Thees Maximilian Arndt Steven Deja | CAN   | John Fairbarn Kaillie Humphries Emily Baadsvik Mellisa Hollingsworth Justin Kripps Timothy Randall |

### Medaillespiegel
| Plaats | Land                | Goud | Zilver | Brons | Totaal |
| 1      | Verenigde Staten    | 2    | 0      | 0     | 2      |
| 2      | Letland             | 1    | 0      | 0     | 1      |
| 3      | Duitsland           | 0    | 2      | 0     | 2      |
| 4      | Canada              | 0    | 1      | 1     | 2      |
| 5      | Nieuw-Zeeland       | 0    | 0      | 1     | 1      |
| 5      | Verenigd Koninkrijk | 0    | 0      | 1     | 1      |
| Totaal | Totaal              | 3    | 3      | 3     | 9      |

## Uitslagen
| #      | Land   | Naam                      | Tijd    |
| 4 runs | 4 runs | 4 runs                    | 4 runs  |
| ------ | ------ | ------------------------- | ------- |
| Goud   | LAT    | Martins Dukurs            | 3.37,09 |
| Zilver | GER    | Frank Rommel              | + 2,08  |
| Brons  | NZL    | Ben Sandford              | + 2,41  |
| 04     | RUS    | Sergej Tsjoedinov         | + 2,56  |
| 05     | LAT    | Tomass Dukurs             | + 2,66  |
| 05     | USA    | Matthew Antoine           | + 2,66  |
| 07     | GER    | Alexander Gassner         | + 3,26  |
| 08     | USA    | John Daly                 | + 3,43  |
| 09     | GER    | Alexander Kroeckel        | + 3,45  |
| 10     | CAN    | John Fairbairn            | + 3,62  |
| 11     | CAN    | Michael Douglas           | + 3,84  |
| 12     | RUS    | Aleksandr Tretjakov       | + 4,26  |
| 13     | CAN    | Eric Neilson              | + 4,37  |
| 14     | GBR    | Kristan Bromley           | + 4,46  |
| 14     | GBR    | Ed Smith                  | + 4,46  |
| 16     | RUS    | Anton Batoejev            | + 4,48  |
| 17     | GBR    | Adam Pengilly             | + 4,56  |
| 18     | AUT    | Matthias Guggenberger     | + 5,23  |
| 19     | ITA    | Maurizio Oioli            | + 5,92  |
| 20     | JPN    | Hiroatsu Takahashi        | + 5,93  |
| 3 runs |        |                           |         |
| 21     | JPN    | Shinsuke Tayama           |         |
| 22     | GER    | Axel Jungk                |         |
| 23     | SUI    | Lukas Kummer              |         |
| 23     | SUI    | Michael Höfer             |         |
| 25     | ESP    | Ander Mirambell           |         |
| 26     | AUT    | Raphael Maier             |         |
| 27     | ROU    | Silviu Alexandru Mesanosi |         |
| 28     | GRE    | Alexandros Kefalas        |         |
| 29     | ISR    | Bradley Chalupski         |         |
| 30     | AUS    | Urs Vescoli               |         |
| 31     | KOR    | Kim Tae-rae               |         |

| #      | Land   | Naam                   | Tijd    |
| 4 runs | 4 runs | 4 runs                 | 4 runs  |
| ------ | ------ | ---------------------- | ------- |
| Goud   | USA    | Katie Uhlaender        | 3.42,33 |
| Zilver | CAN    | Mellisa Hollingsworth  | + 0,17  |
| Brons  | GBR    | Elizabeth Yarnold      | + 0,36  |
| 04     | GBR    | Shelley Rudman         | + 0,80  |
| 05     | GBR    | Amy Williams           | + 0,91  |
| 06     | GER    | Marion Thees-Trott     | + 1,53  |
| 07     | GER    | Katharina Heinz        | + 2,06  |
| 08     | GER    | Anja Huber             | + 2,17  |
| 09     | AUS    | Lucy Katherine Chaffer | + 2,24  |
| 10     | USA    | Anne O’Shea            | + 2,27  |
| 11     | CAN    | Sarah Reid             | + 2,54  |
| 12     | CAN    | Amy Gough              | + 2,63  |
| 13     | NZL    | Katharine Eustace      | + 2,67  |
| 14     | RUS    | Svetlana Vasiljeva     | + 2,73  |
| 15     | JPN    | Nozomi Komuro          | + 2,76  |
| 16     | GBR    | Rose mcGrandle         | + 3,04  |
| 17     | AUS    | Emma Lincoln-Smith     | + 3,46  |
| 18     | AUT    | Janine Flock           | + 4,26  |
| 19     | RUS    | Olga Potylitsina       | + 4,56  |
| 20     | SUI    | Marina Gilardoni       | + 4,78  |
| 3 runs |        |                        |         |
| 21     | RUS    | Maria Orlova           |         |
| 22     | NED    | Joska Le Conté         |         |
| 23     | SUI    | Barbara Hosch          |         |
| 24     | ROU    | Maria Marinela Mazilu  |         |
| 25     | CZE    | Michaela Gläßer        |         |
| 26     | JAM    | Rindy Loucks           |         |
|        | ISV    | Katie Tannenbaum       | DNF (2) |

### Landenwedstrijd
| #      | Land   | Naam | Tijd    |
| 4 runs | 4 runs | 4 runs                                                                                                  | 4 runs  |
| ------ | ------ | --- | ------- |
| Goud   | USA    | Matthew Antoine Elana Meyers Emily Azevedo Katie Uhlaender Steven Holcomb Justin Olsen                  | 3.44,98 |
| Zilver | GER    | Frank Rommel Sandra Kiriasis Berit Wiacker Marion Thees Maximilian Arndt Steven Deja                    | + 0,73  |
| Brons  | CAN    | John Fairbarn Kaillie Humphries Emily Baadsvik Mellisa Hollingsworth Justin Kripps Timothy Randall      | + 1,30  |
| 04     | USA    | John Daly Jazmine Fenlator Ingrid Marcum Anne O‘Shea Nick Cunningham Dallas Robinson                    | + 1,50  |
| 05     | GER    | Alexander Kroeckel Cathleen Martini Christin Senkel Anja Huber Manuel Machata Michail Makarow           | + 1,83  |
| 06     | RUS    | Sergej Tsjoedinov Anastasia Tambovtseva Natalia Kalasjnik Maria Orlova Aleksandr Kasjanov Joer Selikhov | + 2,45  |
| 07     | GBR    | Kristan Bromley Paula Walker Rebekah Wilson Shelley Rudman John James Jackson Stuart Benson             | + 2,58  |
| 08     | RUS    | Aleksandr Tretjakov Olga Fjodorova Joelia Timofeeva Olga Potylitsina Aleksandr Zoebkov Maksim Mokroesov | + 2,69  |
|        | CAN    | Eric Neilson Helen Upperton Marquise Brisebois Amy Gough Lyndon Rush ?                                  | DNS     |